# Kastell Schirenhof

Das Kastell mit dem bisher erforschten Vicusbereich

Das Kastell Schirenhof, auch als Etzelsburg bekannt, ist ein ehemaliges römisches Kohortenkastell, das heute im Stadtgebiet von Schwäbisch Gmünd, auf den Fluren des Schirenhof im Ostalbkreis, Baden-Württemberg, liegt. Es wurde in der Zeit um 150 n. Chr. an einer Bergzunge mit Blick über die Rems zum dahinterliegenden Rätischen Limes errichtet, der 2005 zum UNESCO-Weltkulturerbe erhoben worden ist.

## Lage

Lage des Kastells wie sie Steimle in seinem Grabungsbericht dokumentierte

Der gut gewählte Platz dieser auf dem Boden der römischen Provinz Raetia gegründeten antiken Befestigung befindet sich auf halber Höhe eines südöstlich-nordwestlich ausgerichteten Bergsporns über der Rems. Auf der gegenüberliegenden Seite des Tales, rund einen Kilometer entfernt in nordwestlicher Richtung, befand sich das Kleinkastell Freimühle, das ebenfalls auf einem kleinen Sporn am östlichen Ausgang des Rotenbachtales lag. Begibt man sich von diesem Kleinkastell einen weiteren Kilometer quer durch das Rotenbachtal nach Nordwesten einen steilen Hang hinauf, gelangt man zu einem weiteren antiken militärischen Standort, dem bereits auf dem Gebiet der römischen Provinz Germania superior errichteten Kleinkastell Kleindeinbach, das rund 50 Meter von der Holzpalisade des Limes entfernt war. Nur ein paar Meter östlich dieser kleinen Anlage, beim Abstieg in das Rotenbachtal, begann die Provinz Raetia mit der rätischen Steinmauer, die sich bis zur Donau hinzog. Dendrochronologische Untersuchungen haben in diesem Tal ein genaues Baudatum ermitteln können. Die dort verarbeiteten Hölzer wurden im Winter 163/164 geschlagen und 164 verbaut. Allerdings ist nicht ganz klar, ob das dort geborgene Holz tatsächlich aus der Palisade und nicht von einer kurz dahinterliegenden Brücke stammt. Das Grenzgebiet von Germania superior und Raetia war im Limesbereich ungewöhnlich dicht mit römischen Militärstützpunkten belegt. Auch die Nähe der Kohortenkastelle Lorch am Rand der Provinz Germania superior und Schirenhof in Rätien scheinen diesen Eindruck zu bestätigen. Beide sind nur rund sieben Kilometer voneinander entfernt. Vielleicht wird hier ein gewisses eigenständiges Handeln der für die Provinzverwaltung Verantwortlichen sichtbar. Besonders der nur in Rätien durchgeführte Ausbau der Reichsgrenze in Stein könnte hierfür ein Beleg sein.

## Forschungsgeschichte

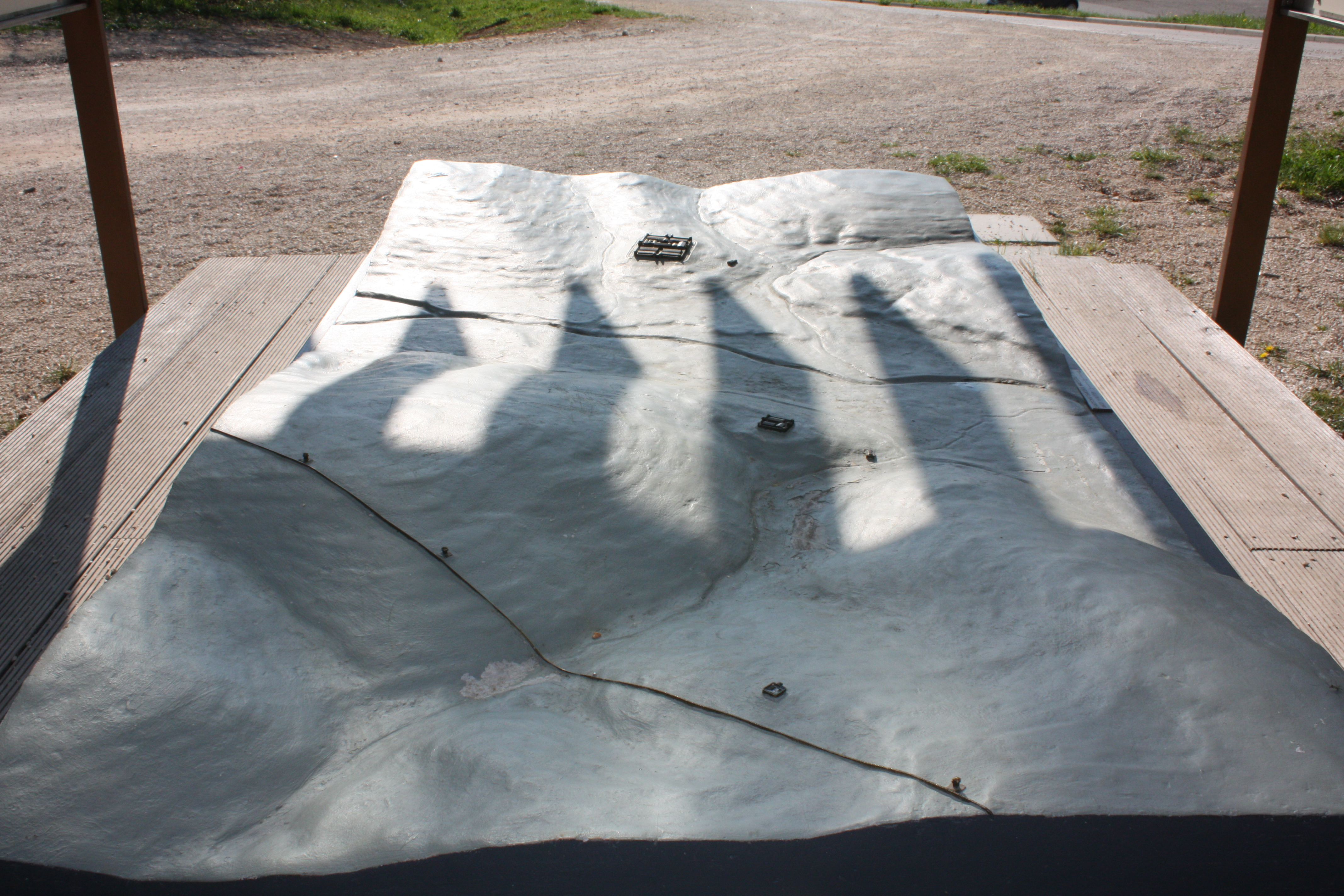
Landschaftsmodell mit dem Kastell Schirenhof im oberen Bildbereich, dem Kleinkastell Freimühle in der Bildmitte und dem Kleinkastell Kleindeinbach mit dem Limes am unteren Bildrand.

Bereits Ende des 14. Jahrhunderts ist der Name „Etzelsburg“ für das Kastell belegt. Man brachte die damals noch stehenden Mauern mit Attila, dem Hunnenkönig, in Verbindung, der als König Etzel unter anderem durch das Nibelungenlied weiterlebte.
Von einem barocken Chronisten der Stadt Schwäbisch Gmünd, dem Ratsherren Friedrich Vogt (1623–1674), ist zu erfahren, dass das „Schloss“ in alten Schriften als „Etzelburg“ genannt wurde. Doch schon zu Vogts Zeiten waren die Reste als billiger Steinbruch bis auf den Grund abgetragen. Nur Teile der Grabenanlage sind damals offenbar noch sichtbar gewesen. Erst der Hofdomänenrat, Weinbaufachmann und Altertumsforscher Carl Gok (1776–1849), ein Halbbruder des Dichters Friedrich Hölderlin, vermutete 1847, dass das angebliche Schloss auf dem Schirenhof wohl einst ein römisches Kastell gewesen war. Erste moderne Nachgrabungen fanden noch vor Gründung der Reichs-Limeskommission (RLK) unter Anleitung des pensionierten Generalstabschefs des württembergischen Heeres, Eduard von Kallee, sowie durch Major Heinrich Steimle in den Jahren 1886 bis 1888 statt. Hinweise auf eine Nutzung im Mittelalter wurden nicht entdeckt. Nach dem Zweiten Weltkrieg erfolgten nur einzelne Notgrabungen im fast unbekannt gebliebenen Lagerdorf (Vicus), das nun zur Überbauung und damit Zerstörung freigegeben worden war. Nur durch Inkrafttreten des baden-württembergischen Denkmalschutzgesetzes vom 1. Januar 1972 wurde es den Archäologen in Schwäbisch Gmünd möglich, vor den noch immer anhaltenden Zerstörungen zumindest in größerem Umfang als bisher den Untergrund zu sondieren und in gegebenen Fällen wichtige Areale als Grabungsschutzgebiete für die Zukunft zu sichern.
Unter der Leitung des provinzialrömischen Archäologen Hans Ulrich Nuber (1940–2014) wurde das vor dem westlichen Lagertor gelegene Kastellbad, das bereits 1893 erstmals angegraben worden war, 1972/73 vollständig freigelegt und 1975 in restauriertem Zustand für die Öffentlichkeit freigegeben. Ursache für diese neuen Grabungen war eine bevorstehende Überbauung. Das bot die Gelegenheit, die bisherigen, teils nur ansatzweise erfolgten Grabungen der späteren RLK, zu vertiefen. 1977 erfolgte die Erforschung des bislang unbekannt gebliebenen Brandgräberfeldes. 1999 wurde das inzwischen mehrfach teilrenovierte Bad vollständig saniert, wobei die Wind und Wetter ausgesetzte antike Mauersubstanz weitgehend durch gleich aufgeführte Mauerteile ersetzt worden ist. 2005 erfolgte eine geomagnetische Prospektion fast der gesamten Kastellfläche. Das Kastell Schirenhof ist heute ein archäologisches Denkmal.

## Baugeschichte

Grundriss des Kastells nach den zwischen 1886 und 1888 aufgenommenen Befunden

Die Forschung konnte anhand von Befunden im Kastellbad nachweisen, dass die auf Ziegelstempeln und dem Fragment einer Genius-Statue genannte Cohors I Flavia Raetorum seit der Gründung der Garnison Schirenhof die Stammtruppe stellte und vermutlich in den Alamanneneinfällen ab 233 untergegangen ist. Spätestens kurz nach 244/247 haben die letzten Soldaten den Platz geräumt. Das Lager unterstand dem Befehlshaber der Ala II Flavia milliaria p. f. im Kastell Aalen.
Aufgrund des bis heute geborgenen Fundguts sowie Untersuchungen an den Bauhölzern aus dem Vicus, die Fälldaten für die Jahre 139 (±6) sowie 150 (±6) und 165 (±10) festschreiben, ergibt sich eine Kastellgründung in der Regierungszeit des Kaisers Antoninus Pius (138–161) um 150 n. Chr. Ein hölzernes Vorgängerkastell konnte Nuber bei seinen Grabungen nicht entdecken.

### Umwehrung
Von der rund 157 × 130 Meter (= 2 Hektar) großen Befestigungsanlage untersuchte die Reichs-Limeskommission hauptsächlich Teile des Grabens, der rund 1,20 Meter breiten Umfassungsmauer, das rechte und rückwärtige Tor, sowie das Fahnenheiligtum in den Principia, dem Stabsgebäude. Es konnte aufgrund der Nachgrabungen Nubers im Jahr 1972 festgestellt werden, dass die Anlage von drei hintereinander liegenden Spitzgräben umgeben ist, die an den vier Zufahrten aussetzten. Die Abstände zwischen diesen Gräben fielen unterschiedlich aus; so war der äußerste und mittleren weiter voneinander entfernt als der mittlere vom innersten.
Die Prätorialfront, die zum Feind gerichtete Seite des Lagers, lag im Nordwesten. Dort befand sich auf der anderen Talseite der Limes. Das westlich gelegene Tor, die Porta principalis dextera, besaß eine zweispurige Zufahrt, die von zwei rechteckigen Tortürmen flankiert wurde. Das rückwärtige Tor, die Porta decumana, besaß ebenfalls zwei Zufahrten. Die Tortürme waren hier jedoch von dem selten beobachteten halbrund hervorspringenden Typ, wie er auch beim Kastell Weißenburg festgestellt werden konnte. Es wird davon ausgegangen, dass der halbrund ausgeformten Tortyp gegen Ende des 2. Jahrhunderts entstand und in Rätien sein Vorbild beim Legionslager Regensburg hat. Die Luftbildarchäologie hat ein genaueres Bild über die restlichen Architektur der Umwehrung möglich gemacht. Es wurde festgestellt, dass alle vier Zufahrten doppeltorig waren und das Lager an seinen vier abgerundeten Ecken je einen Turm besaß. Weitere Türme befanden sich zwischen den Ecken und Toren. Der zwischen Türmen und Toren liegende, an die Außenmauer gelehnte Erdwall, auf dem die Soldaten einst ihren Wachdienst verrichteten, war vier Meter breit. Der Erhaltungszustand dieser steinernen Außenmauer beschränkte sich bei den Grabungen Nubers auf die unterste Fundamentlage. Die hinter der Wallanschüttung liegende Lagerringstraße (Via sagularis) wurde mit einer Breite von elf Metern vermessen. An ihrer Begrenzung zum Lagerinneren lief ein Wassergräbchen. An der Porta principalis dextera fand sich ein Wasserriß, der schon in römischer Zeit aufgefüllt worden war. Aus den untersten Füllschichten wurde Terra sigillata, die in der Mitte des 2. Jahrhunderts hergestellt worden war, geborgen. Es wurde festgestellt, dass die Bilderschüsseln Drag. 37 aus den Rheinzaberner Werkstätten des Ianu(arius) I und Reginus I stammten. Für die genauere Datierung des Kastells ist besonders der Zeitpunkt der Auffüllung dieses Wasserrisses bedeutend. Sein Beginn ist fast quer vor dem Westtor und führt hangabwärts. Daher muss er zugeschüttet worden sein, als die Straße vom Tor zum Kastellbad angelegt worden ist.

### Innenbebauung
Von der Innenbebauung ist nur der rückwärtige Teil der Principia näher bekannt, da es zur Strategie der Reichs-Limeskommission zählte, dieses Bausegment vorrangig zu ergraben. Hier erhofften sich die Ausgräber interessante Funde, da das Fahnenheiligtum nicht nur die Standarte der Einheit, sondern im Keller darunter die Truppenkasse barg. Das Auffinden alter Münzen in bestimmten historischen Bodenschichten kann mit Hilfe der Numismatik viele wertvolle Rückschlüsse auf einen ergrabenen Baukomplex zulassen. Auf dem Schirenhof ist möglicherweise Verwaltungspersonal der Principia durch die – allerdings umstrittene – Nennung eines Liberarius Cohortis I Raetorum bekannt geworden. Die stark beschädigte Inschrift auf einer roten Sandsteinplatte kann frühestens auf die Zeit ab der Mitte des 2. Jahrhunderts datiert werden. Eine zweite Ergänzungsmöglichkeit zu [F]idelis lim[itanea(?) 3 coh(ortis?)] / Raet[orum] bietet CIL 3, 11924 an.
Bekannt ist auch, dass die Principia , die wie das gesamte Lager architektonisch einem Normplan folgten, eine große, als rechteckiger Querriegel vorgelagerte Mehrzweckhalle besaßen. Weiter wurde festgestellt, dass das stets im rückwärtigen Teil des Stabsgebäudes liegende Fahnenheiligtum eine halbrunde Apsis hatte. Da die Ausgestaltung des Heiligtums mit Apsiden in den Kastellen der germanischen Provinzen erst seit Mitte des 2. Jahrhunderts üblich geworden war, überschneidet sich dieser bauliche Befund mit der dendrologische Einordnung der Bauhölzer aus dem Vicus, die ebenfalls in diese Zeit fallen. Auffallend sind die Ähnlichkeiten der Schirenhofer Principia zur Kommandantur im Kastell Unterböbingen. Es wurde vermutet, dass hier die gleiche Planungsgrundlage vorliegt. Im Kastellareal konnten zudem Schmelztiegel zur Bronzeverarbeitung festgestellt werden.

### Bau- oder Ehreninschrift

Inschriften aus dem Kastell (1886–1888)

1888 stießen die Ausgräber an der Porta principalis dextra auf eine einstige Bau- oder Ehreninschrift. Diese bestand aus grauem Sandstein, in den der Text leicht vertieft vorgemeißelt worden ist. Anschließend hatte man vergoldete, rund 1 Millimeter dicke Bronzebuchstaben in diese Vertiefungen eingelegt und mit Eisenstiften, die an den Buchstabenecken saßen, in 20 Millimeter tiefen Bohrlöchern verkittet. Die Platte war einst so stark zerschlagen, dass nur noch ein größeres und ein kleineres Fragment aufgefunden wurden. Auf dem größeren Stück ist der Buchstabe „N“ fast vollständig erhalten sowie die oberen beiden Nagellöcher der darunter liegenden Zeile. Einer der wenigen lose aufgefundenen Bronzebuchstaben passt offensichtlich genau in dieses erhaltene „N“. Insgesamt sind folgende Buchstaben in lesbarem Zustand aufgefunden worden: A, I, N, T, T, X. Von einem weiteren „T“ blieb nur der obere Querstrich erhalten, ein „A“ und ein „M“ waren noch fast zur Hälfte erhalten. Von einem „S“ der deutlich gekrümmte Mittelteil. Einem Buchstaben mit einer Rundung ist zu einem Viertel aufgefunden worden. Heinrich Steimle im ORL ergänzte ihn zu einem „O“, auch ein „G“ wäre denkbar. Ein letzter Buchstabe, dessen Serifen verstümmelt sind, ist als „I“ zu betrachten. Die Buchstaben haben verschiedene Höhen, was daran denken lässt, dass sie in unterschiedlichen Zeilen saßen. 90–88 Millimeter hoch sind I, N, T sowie vermutlich die beschädigten Buchstaben A, O, S. Rund 86 Millimeter sind A, M, T und vielleicht das beschädigte „I“. Am kleinsten fällt das „X“ aus, das 75 Millimeter hoch ist. Von den Proportionen her ordnete Heinrich Steimle im ORL auch das fragmentarische „T“ in diese Zeile. Viele Archäologen haben daran gedacht, die Schirenhofer Bronzebuchstaben als Reste einer Ehreninschrift in Zusammenhang mit einem Besuch Kaiser Caracallas (211–217) zu sehen. Ähnlich losen Buchstaben, aber auch erhaltene Inschriften beziehungsweise Inschriftenreste die noch Vertiefungen und Dübelspuren zur Befestigung von Metallbuchstaben aufweisen sind von vielen Limeskastellen bekannt. Steimle hatte überlegt, die fast gleich hohen größten Buchstaben vom Schirenhof als „ANTO[N]I[NV]S“ zusammenzusetzen.

## Kommandeure der Cohors I Flavia Raetorum
| Name                                                    | Rang                                                 | Zeitstellung    | Bemerkung |
| ------------------------------------------------------- | ---------------------------------------------------- | --------------- | --- |
| Caius Cassius Pupinia Primus                            | Praefectus cohortis                                  | ca. 100/200 (?) | Sohn des Caius aus der Tribus Primus; eine Ehreninschrift dieses Ritters fand sich in Béziers in der Provinz Gallia Narbonensis                                                         |
| Caius Caelius Martialis                                 | Praefectus cohortis I Raetorum quae tendit in Raetia | vor 105/106     | Sohn des Caius aus der Tribus Oufentina; genannt auf einer Ehreninschrift für diesen Ritter, die sich auf der Agora der Colonia Laus Iulia Corinthus (Korinth, Griechenland) fand       |
| Publius Besius Betuinianus Caius Marius Memmius Sabinus | Praefectus cohortis                                  | vor ca. 110–114 | Sohn des Publius aus der Tribus Quirina; der Ritter wird auf einer Ehreninschrift genannt, die sich im heutigen Tanger, Provinz Mauretania Tingitana, fand                              |
| Marcus Petronius Honoratus                              | Praefectus cohortis                                  | 141/142         | Sohn des Marcus aus der Tribus Quirina; dieser Ritter wird auf zwei Ehreninschriften genannt, die aus Rom stammen. Eine weitere Ehreninschrift desselben wurde in Ostia Antica entdeckt |

## Kastellbad

Kastellbad nach den Befunden der Grabungen zwischen 1886 und 1888.

Das Kastellbad in seiner zeitlichen Abfolge, hauptsächlich nach Befunden Steimles 1893 und Nubers 1972/73. Unklar ist die Entwicklung im Bereich des Caldariums.

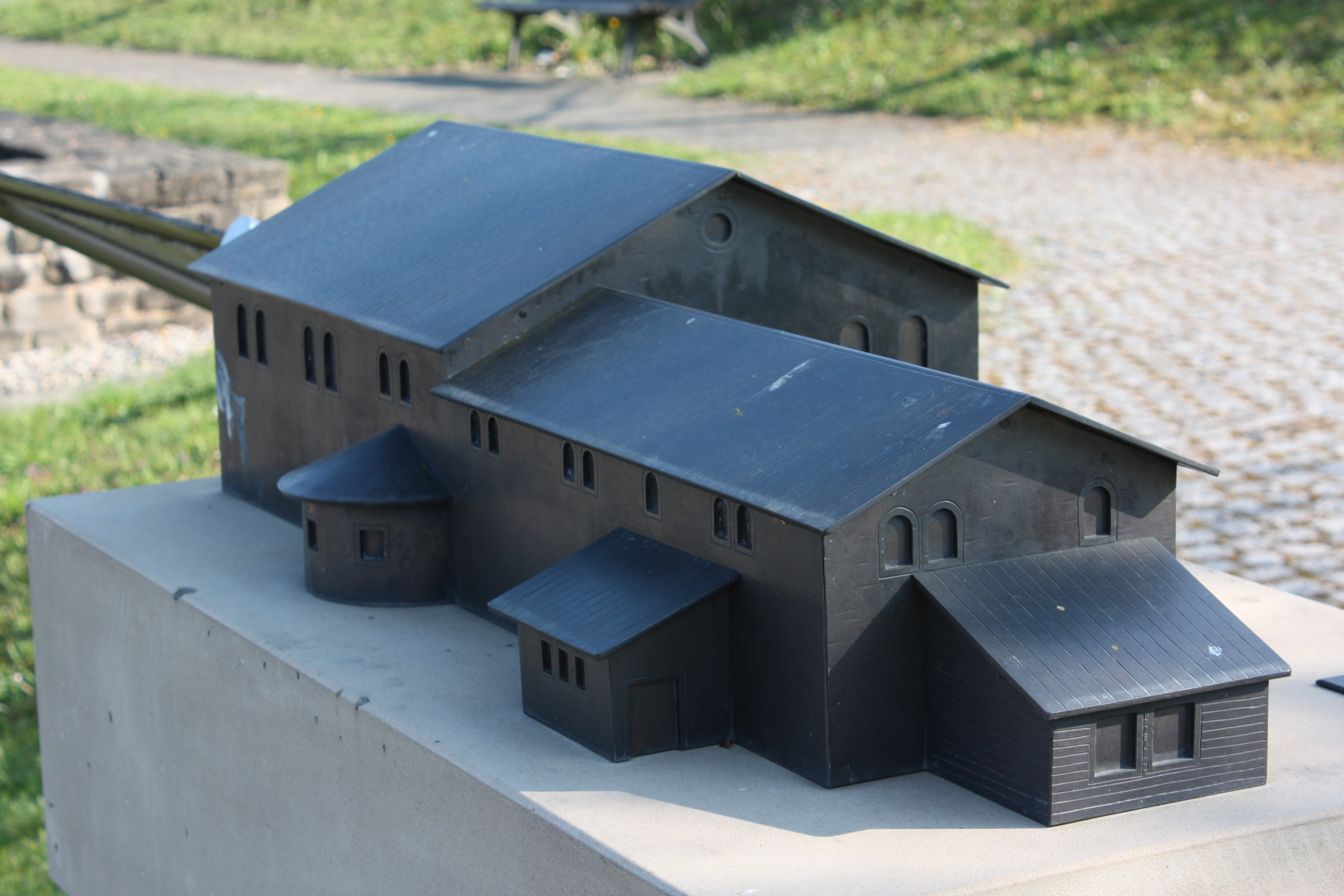
Rekonstruktionsversuch des Bades während seiner größten Ausdehnung. Blick von Norden.

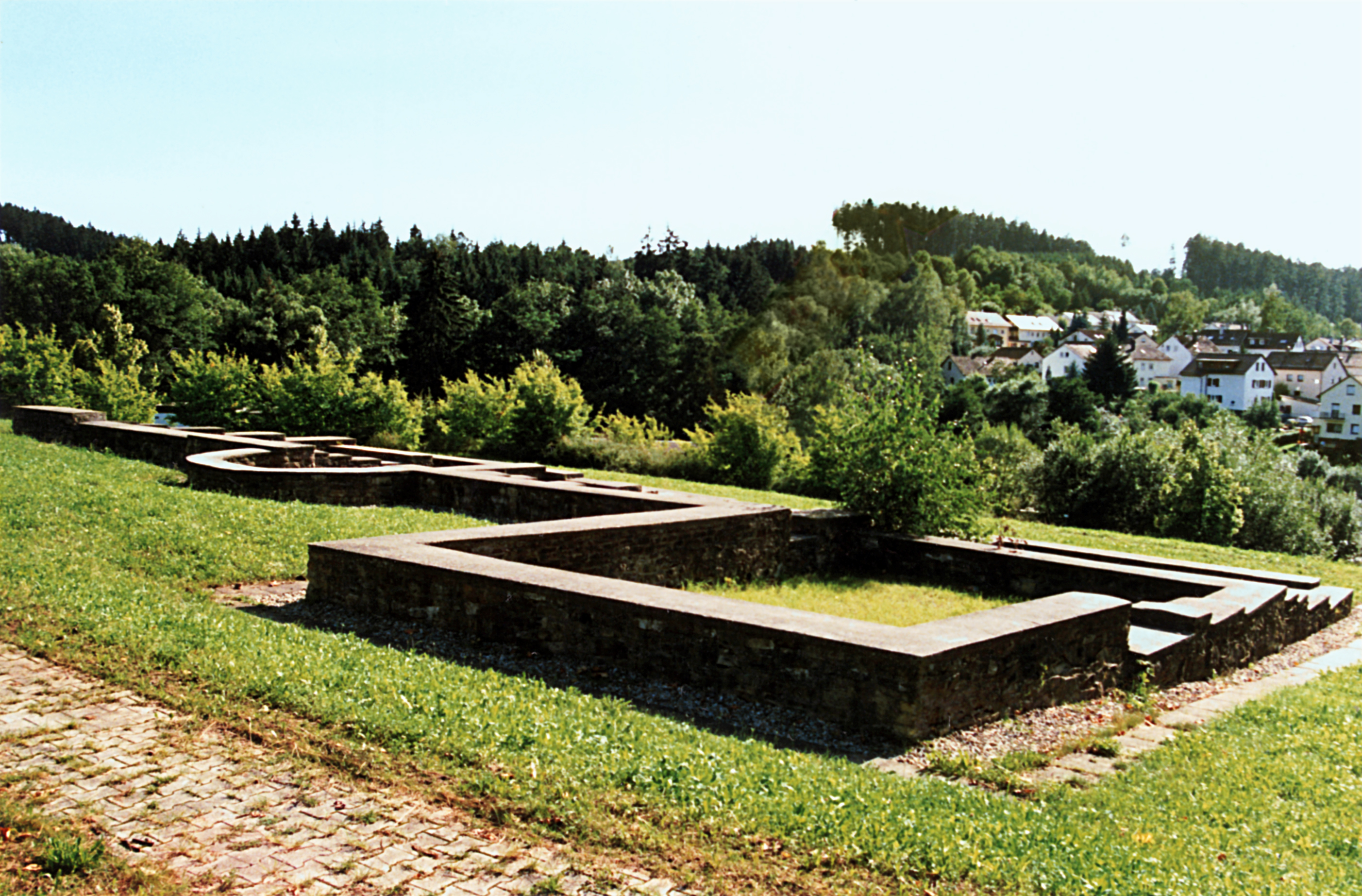
Blick von Norden auf das Bad, Zustand 1993

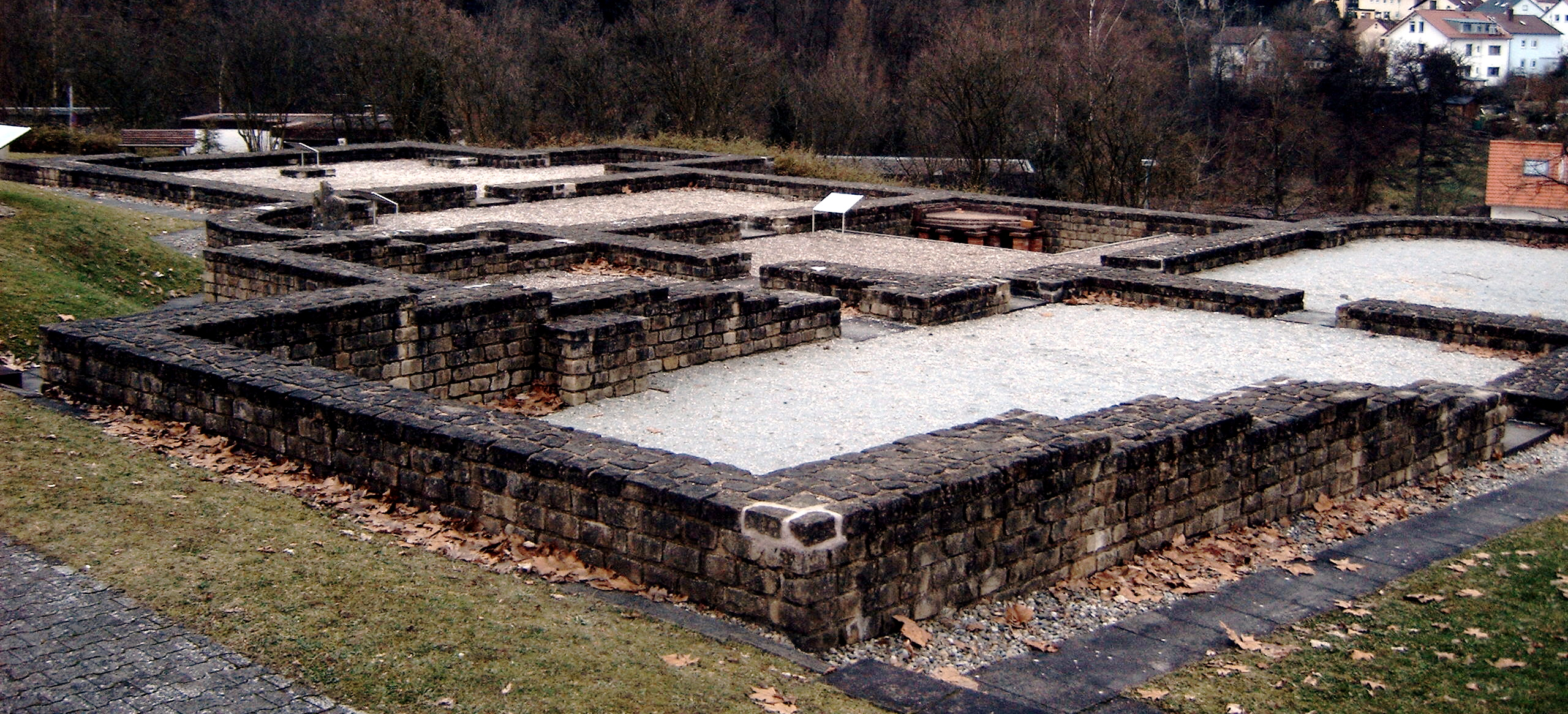
Zustand des Bades 2008 nach der grundlegenden Sanierung von 1999

Rund 100 Meter westlich des Kastells lag unmittelbar über dem Steilabfall einer Hangkante das zu fast jedem römischen Militärlager gehörende Bad. Die in Schirenhof aufgedeckte Anlage misst 48 × 25 Meter und zählt typologisch zu den Reihenbädern. Nuber konnte drei Bauphasen feststellen.

### Phase I
Die älteste um die Mitte des 2. Jahrhunderts errichtete Anlage besaß einen in Holzfachwerkbauweise errichteten Versammlungsraum, die Basilica (B), der auf der Nordseite des Bades lag. Von hier aus betrat man den ältesten Teil des Auskleidebereiches, dem Apodyterium (A1). Sich nach rechts begebend folgte das Kaltbad, Frigidarium F1; südlich schloss sich ein weiteres Kaltbad (F2) mit Wanne an. Dieser Raum könnte nach Nuber in der Frühphase jedoch ein Schwitzbad (Sudatorium) enthalten haben. Anschließend betrat der Besucher ein Laubad, das Tepidarium (T2). Es folgte als letzte Raumgruppe der Bereich der Warmbäder (Caldaria). Dahinter befand sich die Heizanlage (Praefurnium) mit den Warmwasserkesseln (Vasa).

### Phase II
Die zweite Bauperiode, die glänzendste für das Bad, war eine Zeit der Vergrößerung. Das Apodyterium (A2) ist nach Osten erweitert worden, westlich setzte man an das kleinere Frigidarum eine halbrunde Apsis an (F3). Dafür wurde das große Kaltbad hypokaustiert und in ein Tepidarium (T1) umgewandelt. Im Winkel von Auskleideraum und diesem Tepidarium entstand möglicherweise ein Schwitzbad (Sudatorium). Das zweite Laubad T2 erhielt eine beheizte Apsis. Der anschließende Bereich der Warmbäder wurde nach Nuber „um ein Beträchtliches nach Süden erweitert.“ Wie diese Erweiterung im Einzelnen ausgesehen hat, ist aufgrund des Fundzustandes nicht klar gesichert. Offensichtlich wurde in dieser Zeit auch die Wanne in den Raum C2 eingebaut. Während des ersten großen Alamanneneinfalls 233 n. Chr. rechnen die Forscher mit einer Zerstörung der Therme und des Vicus. Eine Münze aus dem Jahr 228 wurde unter einem verkohlten Holzfußboden im Apodyterium gefunden. Erst danach ist der Raum umgebaut worden.

### Phase III
Die Folgen jener Kriegsjahre müssen verheerend gewesen sein; das römische Leben im vorgeschobenen rätischen Grenzgebiet erholte sich nie wieder vollständig von diesem Schlag. Wie an den meisten modern dokumentierten Limesplätzen ist auch die Schirenhofer Badeanlage nach diesen Einfällen nur noch in sehr reduzierter, primitiver Form wiedererrichtet worden. Oft lässt sich auch dokumentieren, dass die Bauqualität nun minderwertiger geworden war. Vielfach wurde von den Archäologen Abbruchmaterial aus damaligen Kriegsruinen in neueren römischen Gebäuden wiedergefunden. Die hölzerne Basilica ist nicht wieder errichtet worden, durch ihren Bereich leitete man nun eine Auffanggraben für Hangwasser. Das Apodyterium schrumpfte um die Hälfte, sein östlicher Teil wurde verfüllt, im anschließenden, aufgegebenen Frigidarium (F1) entstand eine Toilette. Sowohl das eventuelle Sudatorium sowie die beiden Laubäder waren nun nicht mehr zu beheizen. Raum S soll zudem ebenfalls verfüllt worden sein. Im Tepidarium T2 wurde eine Kaltwasserwanne eingebaut. Lediglich im südlichsten Bereich der Anlage, dem alten Warmbad, funktionierte das Hypokaustensystem noch. Die westlichen Anbauten, die Apsis F3 am Frigidarium sowie der Anbau C4 am Caldariums waren nach Baubefund wohl ebenfalls nicht mehr in Betrieb.
Das Militär konnten nun nur noch kurzzeitig die Stabilität im Gebiet nördlich der Donau sichern. Nach dem Abzug der Truppen kurz nach 244/47 ist die Therme endgültig und ohne Gewalteinwirkung zerfallen.

### Fundgut
Als Streufunde fanden sich Toiletten-, Schmuck- und Trachtgegenstände wie Nadeln und Fibeln. Doch auch Waffen und militärische Ausrüstungsgegenstände wurden geborgen.

#### Quellnymphe

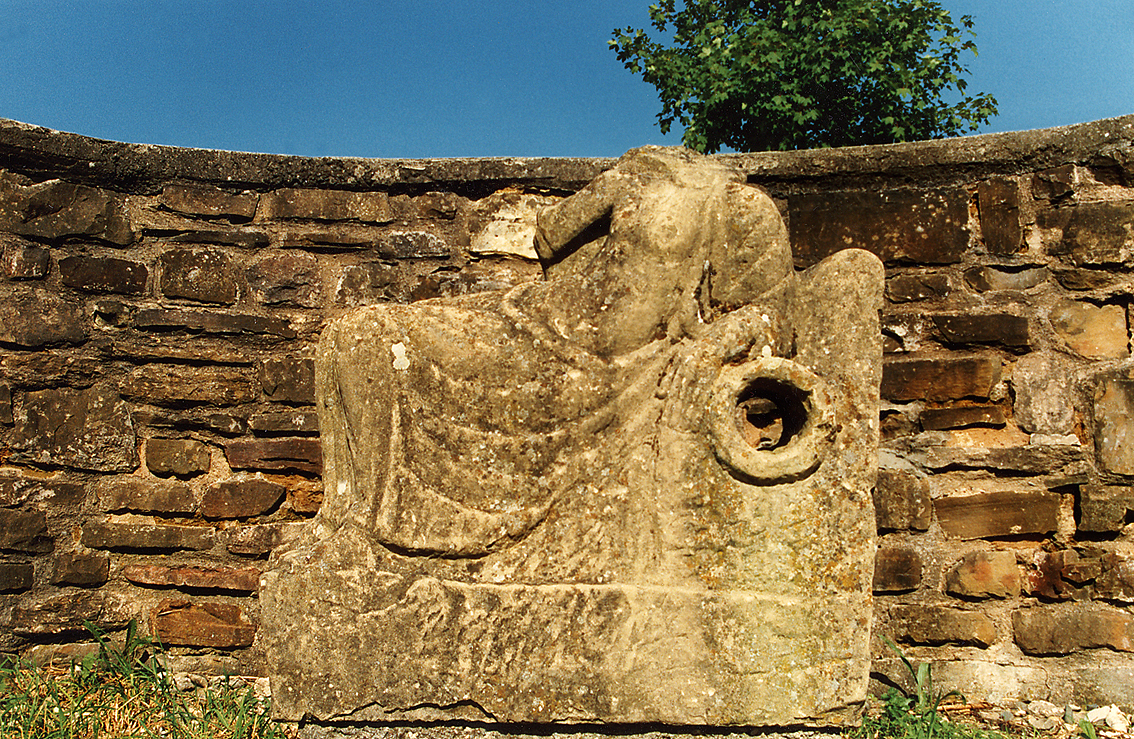
Im Bad aufgefundene Statue einer Quellnymphe

Der Ausgräber Steimle berichtet, dass nach Abschluss der Grabungen in der Therme 1893 „der Schirenhofbauer das Badegebäude des Steinmaterials wegen“ abbrach. Erst während dieser Abbrucharbeiten kam die später bekannt gewordene Statue einer Quellnymphe aus Liassandstein innerhalb des Kastellbades aus dem Boden. Da das damalige Geschehen nicht dokumentiert wurde, bleibt unbekannt, in welchem Raum der Bauer die Steinarbeit auffand. Die Steinskulptur, eine provinzialrömische Arbeit, wird dem 2./3. Jahrhundert zugerechnet.

#### Later

Kleinfunde aus den Grabungen von 1886 bis 1888

Als einzige Inschrift kam ein Ziegel (Later) mit Anweisungen für die örtliche Militärziegelei ans Licht. Die daneben aufgefundenen beiden Stempel waren schon aus anderen Grabungsbereichen am Schirenhof bekannt. Der eine Stempel nannte die Cohors I Raetorum, der andere einen Secundius. Eines der geborgenen Later-Fragmente zeigte beide Stempel auf einem Stück. Dies deutet darauf hin, dass Secundius für die Militärziegelei tätig war. Alle Stempel gehörten in die Frühphase des Bades, Nuber fand sie ausschließlich als Spolien vermauert.

#### Keramik
Zahlreiche Ess- und vor allem Trinkgeschirre kamen ans Licht. Die im Bad aufgefundene Terra sigillata ermöglichte es, den Baubeginn in die Mitte des ersten Jahrhunderts zu legen. Die meisten Stücke stammten aus Rheinzaberner Frühproduktionen. Dazu gehören die Produkte der Hersteller Comitialis, Consta und Natalis. Ein einzelnes Bruchstück Drag. 37 konnte in die Heiligenberger Offizin des Ianu(arius) verortet werden. Fraglich ist ein Fragment aus Blickweiler/Eschweilerhof. Die späteste Terra sigillata entdeckten die Ausgräber im Abwasser- und Wasserauffanggraben. Dabei handelt es sich um Material aus sogenannte „schwäbische“ Töpfereien (Waiblingen, Manufaktur des Tertius) und um Rheinzaberner Produkte des Iulius II–Iulianus I und Victor I.

#### Münzen
Im Schutt des Bades wurden 1972 und 1973 über 50 Münzen, die von republikanischen Prägungen bis in die Mitte des 3. Jahrhunderts reichten, geborgen. Zu den damals aufgefundenen Münzen zählt ein kleiner Schatz. Besonders wertvoll war ein Sesterz der Didia Clara (193 n. Chr.). Als Schlussmünze fand sich ein Stück aus der Regierungszeit des Kaisers Philippus Arabs, geprägt 244/247.

## Vicus und Brandgräberfeld
Die nach dem Zweiten Weltkrieg erfolgte geschlossene Überbauung, aber auch Hangerosionen, haben dafür gesorgt, dass der Vicus des Kastells nur spärlich bekannt geworden ist. Einzelbefunde zeigen, dass sich das Lagerdorf im Norden, Westen und Süden der Militäranlage erstreckte. 150 Meter südöstlich des Kastells wurden kleine rechteckige, mit Hypokaustheizungen ausgestattete Räume entdeckt, die wohl zu den typischen, in Holzbauweise errichteten Streifenhäusern des Dorfes gehörten. Wie im Kastell selber fanden sich auch im Vicus Werkstätten zur Metallverarbeitung. 50 Meter westlich des Kastells und nördlich des Kastellbades wurde ein sehr schlecht erhaltener größerer Gebäudekomplex aufgedeckt. Bei den zwei südlichsten der erfassten Räume konnte eine Hypokaustheizung festgestellt werden. Im nördlicheren dieser Zimmer standen der Fußboden noch auf Stubensandsteinsäulen. Das Praefurnium konnte im Norden ermittelt werden. Hans Ulrich Nuber hat versucht, diesen umfassenden Bau als Villa des Kommandanten anzusprechen. In dem Bereich dieses Gebäudes wurde auch eine Weiheinschrift aufgefunden, die Silvanus, dem Gott der Hirten und Wälder gewidmet war.
Im Bereich des südöstlichen Kastellvorgeländes konnte der von Südwest nach Nordost laufenden Rest einer Straße ausgemacht werden. Sicherlich traf diese Trasse einst auf die Porta decumana. Nur ein weiterer Steinbaurest konnte hier erfasst werden. Durch die geborgene Keramik ist eine Datierung auf die Zeit zwischen 190/210 möglich. Das lange gesuchte Brandgräberfeld wurde noch weiter südöstlich der Garnison entdeckt. Es lag zu beiden Seiten einer am Kastell nach Süden vorbeiführenden antiken Straßentrasse. Auf 0,35 Hektar konnten 310 Bestattungen, meist Verbrennungen, gesichert werden. Man geht davon aus, dass damit rund die Hälfte des gesamten Friedhofs bekannt geworden ist. Als Grabbeigaben fanden sich reich verzierte rätische Ware, Terra sigillata, Glas und auffallend viele Öllämpchen. Daneben konnten Schmuck und Metallgegenstände geborgen werden. Das Fundgut macht eine Datierung ins 2./3. Jahrhundert sicher. Die Grablege eines besonders wohlhabenden Schirenhofener Einwohners wurde ebenfalls aufgedeckt. Es bestand aus einer mit Stubensandsteinplatten errichteten Grabkammer (Grab 148). An deren Nordseite hatte befand sich zusätzlich ein kleines pfeilerartiges Grabmal, das 1977 entdeckt wurde. Auf einem der Sockel (80 cm hoch), gleichfalls aus örtlichem Stubensandstein geschlagen, befindet sich eine schwer zu entziffernde Inschrift mit einer Darstellung des auf seiner Kline ruhenden Verstorbenen, dem ein Sklave einen Becher Wein reicht. Solche sogenannten Totenmahlreliefs sind sehr häufig im Rheinland aufgefunden worden.

Funde aus dem Gräberfeld
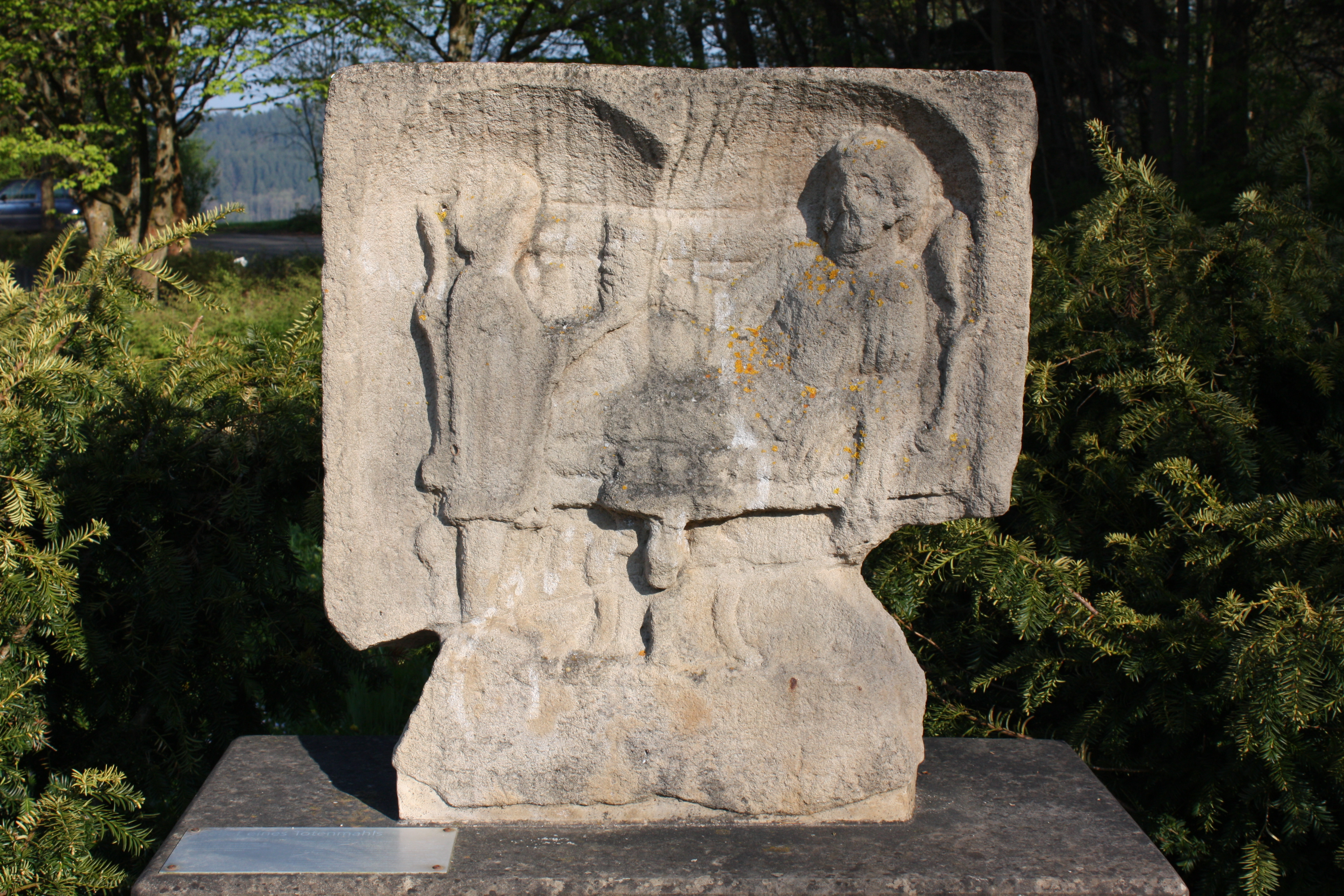
Vor Ort aufgestellter Abguss eines 1976/77 aufgefundenen Grabsteins mit einer Totenmahlszene
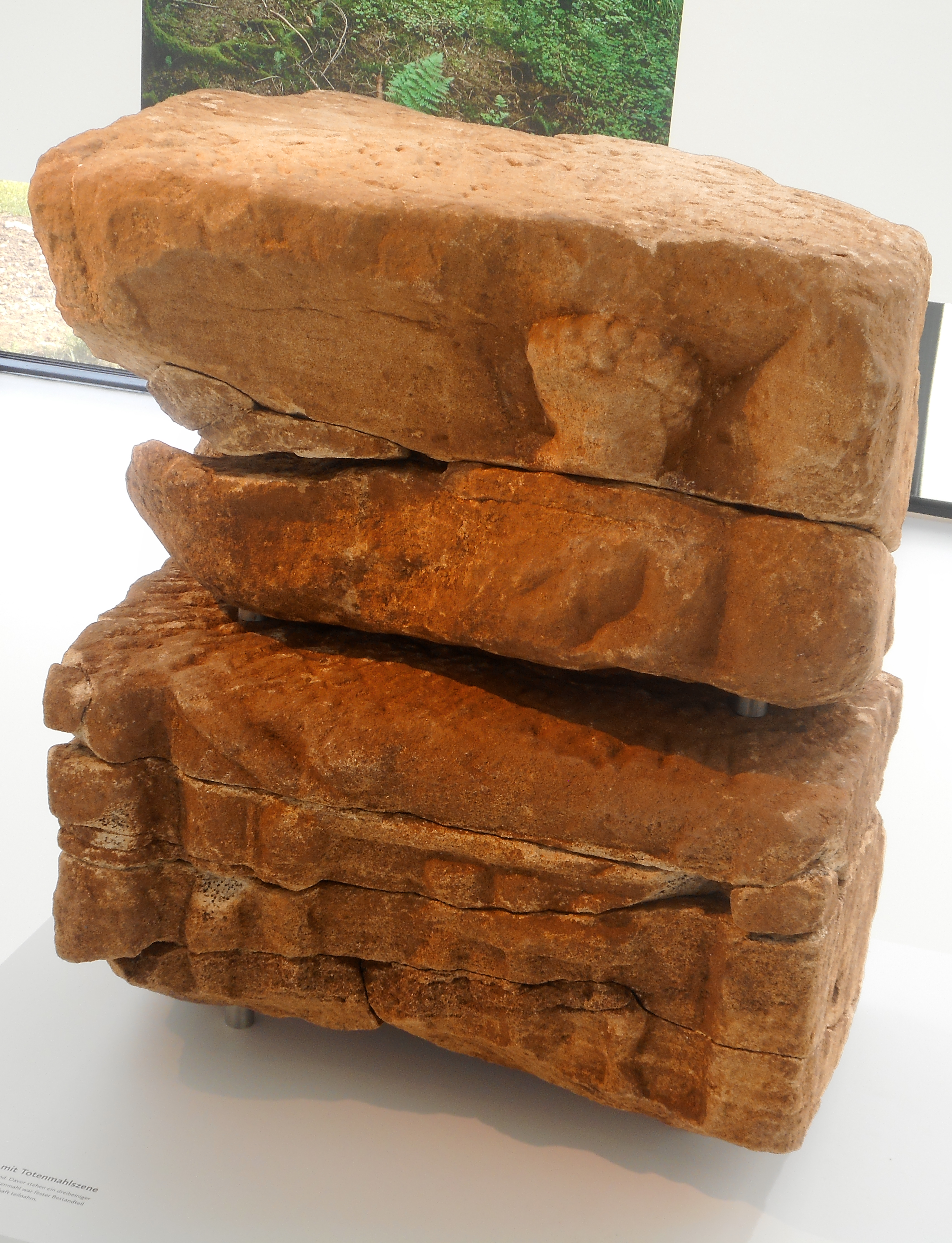
Das 1977 geborgene Totenmahlrelief. Der Verstorbene ruht auf einer Kline; Limesmuseum Aalen

## Fundverbleib
Viele Funde, besonders Terra sigillata, aber auch Münzen und die Quellnymphe sind im Museum im Prediger in Schwäbisch Gmünd zu besichtigen.

## Denkmalschutz
Das Kastell Schirenhof und die erwähnten Bodendenkmale sind als Abschnitt des Obergermanisch-Rätischen Limes seit 2005 Teil des UNESCO-Welterbes. Außerdem sind die Anlagen Kulturdenkmale nach dem Denkmalschutzgesetz des Landes Baden-Württemberg (DSchG). Nachforschungen und gezieltes Sammeln von Funden sind genehmigungspflichtig. Zufallsfunde sind an die Denkmalbehörden zu melden.